# Ian Whitehead
Ian Whitehead est un producteur de cinéma et de télévision canadien, né en 1970, proposé pour un BAFTA en 2004 pour le film Fungus The Bogeyman.

## Filmographie
- 2001 : Amandine Malabul (série télévisée) (38 episodes, 1998-2001)
- 2001 : Weirdsister College (série télévisée)
- 2004 : Bliss (série télévisée) (24 episodes, 2002-2004)
- 2004 : Fungus the Bogeyman (série télévisée)
- 2007 : St. Urbain's Horseman (série télévisée)
- 2007 : Grand Star (TV) (26 episodes, 2007-2008)
- 2009 : Assassin's Creed: Lineage (TV) (mini-série télévisée)
- 2010 : Majeurs et mariés (TV)
- 2011 : L'Affaire Kate Logan
- 2015 : Versailles (TV)